# Morus celtidifolia
Morus celtidifolia là một loài thực vật có hoa trong họ Moraceae. Loài này được Kunth mô tả khoa học đầu tiên năm 1817.